# T.O.Y.
T.O.Y. — музыкальный коллектив, исполняющий свою музыку в направлениях синти\фьюче-поп и образованный в 1993 году под названием Evil's Toy в формате трио.

## История
Музыкальный коллектив T.O.Y. был сформирован в 1993 году Торстеном Бренда, Фолькером Лутцем и Оливером Таранчевским и первоначально назывался Evil's Toy. В качестве музыкальной стилистики проект избрал EBM. Уже в год своего основания проект выпускает EBM хит Make Up, благодаря которому трио быстро обрело высокий статус на электро-сцене. В 1998 году выходит альбом Angels Only, который стал последним где можно слышать EBM. После выхода альбома проект покидает Торстен Бренда - один из сооснователей коллектива и уже следующий альбом Silvertears 2000 года стал более легковесным и попсовым. Также меняется и название группы: проект теперь начинает именоваться просто T.O.Y..

## Музыка
С даты своего образования проект исполнял музыку в направлении EBM. Однако с уходом из группы одного из сооснователей Торстена Бренда и начиная с альбома Silvertears 2000 года музыка проекта двинулась в направлениях синти/фьюче-поп.

### Сочинение музыки
По словам Фолькера Лутца, отвечающего в проекте за написание музыки, важным обстоятельством для качественного сочинения музыки является дефицит времени, который подстёгивает творчество Фолькера. А непосредственно собственные музыкальные идеи рождаются у него после ознакомления с творчеством других, самых разнообразных в плане музыкальной стилистики, коллективов.

### Запись
Для записи готовых музыкальных идей участники проекта не прибегают к помощи сторонних продюсеров, а полагаются на свои силы и записываются, а также микшируются в собственной студии. Для воспроизведения свои идей участники проекта предпочитают использовать hardware-синтезаторы, нежели программные продукты, эмулирующие звучание синтезатора с помощью компьютера.

## Состав
- Фолькер Лутц - вокал, программирование, музыка
- Хельге Виеганд - клавишные, вокал
- Марк А. Натаниел - ударные

### Бывшие участники
- Торстен Бренда
- Оливер Таранчевский - лирика [2]

## Дискография
- 1998 — Angels Only
- 2000 — Silvertears
- 2001 — Space Radio
- 2003 — White Lights